# グワリ語
グワリ語（Gwari）はニジェール・コンゴ語族のヌポイド諸語に属する言語である。話者はナイジェリア中央部に居住するグワリ族の人々である。
エスノローグによれば、以下の2つに分類される。
- グバギ語（Gbagyi）【gbr】 - 700,000人（1991年） 別称:東グワリ語
- （Gbari）【gby】 - 350,000人（2002年） 別称:西グワリ語